# 1962
| 1962                                                                     |
| ------------------------------------------------------------------------ |
| Dødsfald - Fødsler                                                       |
| • Begivenheder • Film • Litteratur • Musik • Politik • Sport • Videnskab |

| Gregoriansk kalender | 1962 MCMLXII            |
| Ab urbe condita      | 2715                    |
| Armensk kalender     | 1411 ԹՎ ՌՆԺԱ            |
| Kinesiske kalender   | 4658 – 4659 辛丑 – 壬寅 |
| Etiopisk kalender    | 1954 – 1955             |
| Jødisk kalender      | 5722 – 5723             |
| Hindukalendere       |                         |
| - Vikram Samvat      | 2017 – 2018             |
| - Shaka Samvat       | 1884 – 1885             |
| - Kali Yuga          | 5063 – 5064             |
| Iransk kalender      | 1340 – 1341             |
| Islamisk kalender    | 1382 – 1383             |

Konge i Danmark: Frederik 9. 1947-1972
Se også 1962 (tal)

## Begivenheder
- – Pamfletten Hvis krigen kommer husstandsomdeles

### Januar
- 3. januar - Pave Johannes 23. bandlyser Fidel Castro
- 4. januar - New York City Subway introducerer et førerløst tog
- 10. januar – det amerikanske bombefly – Boeing B-52 H – sætter verdensrekord i langdistanceflyvning, med 20.169 km.

### Februar
- 7. februar - den amerikanske regering vedtager et stop for al handelssamkvem med Cuba
- 9. februar - Jamaica bliver en selvstændig stat indenfor det britiske Commonwealth
- 10. februar - den tilfangetagne amerikanske spionpilot Francis Gary Powers bliver udvekslet med den russiske spion Rudolf Abel
- 20. februar - John Glenn bliver den første amerikaner, der i rummet flyver om Jorden
- 26. februar - USA's højesteret erklærer alle former for raceadskillelse i offentlige transportmidler for forfatningsstridige

### Marts
- 8. marts - Folketinget vedtager lov om den nye Lillebæltsbro
- 10. marts – ESRO, Den Europæiske Rumforskningsorganisation, oprettes
- 12. marts – Hjerteforeningen dannes på initiativ af professor Erik Warburg
- 20. marts - ESRO, Den Europæiske Rumforskningsorganisation, oprettes
- 29. marts – ELDO, European Launcher Development Organisation, oprettes
- 30. marts – I en prædiken i Blovstrød Kirke opfordrer pastor Harald Søbye menigheden til at deltage i en protestmarch mod kapitalisme, enhedskommando og NATO under devisen: ”Ned med kongedømmet - Leve republikken!”

### April
- 13. april - International aftale om stop for olieforurening af have og strande underskrives
- 17. april - sammen med tre nabokommuner beslutter Aalborg Kommune at bygge Limfjordstunnelen; det bliver Danmarks første undersøiske biltunnel
- 25. april - nær Christmas Island i Stillehavet nedkaster USA den første atombombe i en serie forsøg

### Maj
- 8. maj - Radiorådet beslutter at indføre program 3 "med let musik"
- 11. maj - Antonio Segni bliver præsident i Italien

### Juni
- 1. juni – nazisten Adolf Eichmann, bliver hængt i Jerusalem i Israel efter dom fra militær-domstol
- 9. juni - som den første svømmer amerikaneren Fred Baltasare over det 14 km brede og strømfyldte Messinastræde. Tiden bliver 3 timer 42 min.
- 13. juni - regeringen giver A.P. Møller koncession på at udvinde olie og gas i den danske undergrund frem til 2012
- 14. juni - ESRO - Den Europæiske Rumforskningsorganisation - stiftes i Paris
- 14. juni - 40 mennesker arresteres for mordplaner på Charles de Gaulle

### Juli
- 5. juli – Algeriet bliver selvstændigt
- 10. juli - "Telstar 1", den første private jordsynkrone kommunikationssatellit opsendes fra Cape Canaveral i Florida. Telstar overfører tv- og telefonsignaler mellem USA og Europa
- 31. juli - piratsenderen Radio Mercur indstiller efter næsten 4 år udsendelserne fra studiet på et skib i Øresund

### August
- 5. august - Nelson Mandela bliver arresteret og får senere en 5 års fængselsdom
- 6. august - efter 292 år som britisk koloni bliver Jamaica selvstændigt og fejrer nationaldag denne dato
- 11. august – Vostok 3 sendes op med Andrian Nikolajev om bord
- 12. august – Vostok 4 sendes op med Pavel Popovich om bord
- 15. august – Vostok 3 og Vostok 4 lander efter den første bemandede parflyvning i rummet
- 31. august - Trinidad og Tobago opnår selvstændighed fra Storbritannien

### September
- 3. september – Statsminister Viggo Kampmann opgiver posten efter flere hjerteanfald. Udenrigsminister Jens Otto Krag bliver ny statsminister. Kampmann overlever men lever de sidste år indtil sin død i 1972 tilbagetrukket
- 23. september - The Lincoln Center for the Performing Arts åbner i New York City
- 28. september - den sidste hollandske guvernør over New Guinea forlader øen, som herefter kontrolleres af Indonesien

### Oktober
- 9. oktober - Uganda opnår selvstyre efter 70 års britisk styre. Milton Obote bliver ministerpræsident
- 11. oktober - Pave Johannes 23. åbner i Peterskirken Det andet Vatikankoncil; det fjerde og sidste session afholdes i 1965
- 13. oktober – Edward Albees kontroversielle skuespil Who's Afraid of Virginia Woolf? skaber forargelse ved premieren på Broadway i New York som følge af brugen af bandeord og seksuelle referencer
- 14. oktober - Cuba-krisen starter, da et amerikansk U-2 fly tager billeder af sovjetiske atomvåben, der er ved at blive opstillet på Cuba
- 20. oktober - Kina gennemføre flere offensiver i Himalaya og indleder derved Den kinesisk-indiske krig
- 21. oktober - hurtigdampskibet MS «Sanct Svithun» kommer ud af kurs og grundstøder ved Nordøyen fyr. 41 personer mister livet
- 22. oktober – John F. Kennedy meddeler i en tv-transmitteret tale, at USA har indledt blokade mod Cuba, fordi der er observeret sovjetiske missilanlæg på øen - begyndelsen til Cubakrisen
- 22. oktober - Nelson Mandelas retssag indledes i Sydafrika. Han erklærer sig ikke skyldig.
- 28. oktober - Nikita Khrusjtjov bekendtgør, at han har beordret de sovjetiske missilbaser i Cuba nedlagt

### November
- 6. november - FN's generalforsamling vedtager en resolution om fordømmelse af apartheidpolitikken i Sydafrika og opfordrer alle medlemmer til at stoppe al handels- og militær samkvem med landet
- 17. november - som et forsøg laves Strøget i København om til gågade. Forsøget gøres permanent i 1964
- 20. november - da Sovjetunionen accepterer at fjerne sine missiler fra Cuba, ophæver USAs præsident John F. Kennedy handelsembargoen mod Cuba
- 30. november - FN's generalforsamling vælger burmeseren U Thant til ny generalsekretær

### December
- 14. december - første nærbilleder fra Venus modtages fra USA's Mariner II

## Født

### Januar
- 2. januar – Adrian Lloyd Hughes, dansk journalist og tv-vært.
- 17. januar – Jim Carrey, canadisk skuespiller.
- 19. januar – Jan Boye, dansk læge og borgmester (død 2011).
- 30. januar – Abdullah 2., jordansk konge.

### Februar
- 1. februar – Takashi Murakami, japansk popkunstner.
- 4. februar – Peter Andersen, dansk trommeslager i Shu-bi-dua.
- 5. februar – Jennifer Jason Leigh, amerikansk skuespiller.
- 6. februar – Axl Rose, forsanger i heavymetal bandet Guns N' Roses
- 7. februar – Garth Brooks, amerikansk countrymusiker.
- 11. februar – Sheryl Crow, amerikansk musiker.
- 22. februar – Stephen Robert Irwin , australsk dyreforkæmper. (død 2006). – stukket i brystet af en giftig pilrokke.
- 23. februar – Lise Haavik, norsk-dansk sangerinde.
- 24. februar – Michelle Shocked, amerikansk singer-songwriter.
- 28. februar – Caroline Henderson, dansk sangerinde.

### Marts
- 2. marts – Jon Bon Jovi, amerikansk skuespiller og sanger, forsanger for bandet Bon Jovi
- 12. marts – Niels Ellegaard, dansk skuespiller.

### April
- 7. april – Mette Vibe Utzon, dansk journalist.
- 16. april – Bill Belichick, amerikansk fodboldtræner.

### Maj
- 17. maj – Lise Lyng Falkenberg, dansk forfatter.
- 18. maj – Karel Roden, tjekkisk skuespiller.

### Juni
- 14. juni – Stig Rossen, dansk sanger.
- 19. juni – Paula Abdul, amerikansk skuespiller og sanger.

### August
- 6. august – Søren Hyldgaard, dansk filmkomponist (død 2018).
- 12. august - Pusle Helmuth, dansk skuespillerinde
- 16. august – Solvej Balle, dansk forfatter.

### September
- 1. september - Ruud Gullit, hollandsk fodboldspiller.
- 2. september – Keir Starmer, britisk politiker.
- 24. september – Nia Vardalos, canadisk-amerikansk skuespiller.
- 28. september – Thomas Mørk, dansk skuespiller.

### Oktober
- 2. oktober – Brian Holm, dansk cykelrytter.

### November
- 1. november – Hella Joof, dansk skuespiller og filminstruktør.
- 11. november – Demi Moore, amerikansk skuespillerinde.
- 19. november – Jodie Foster, amerikansk skuespillerinde.
- 24. november – Martin Spang Olsen, stuntman, forfatter og skuespiller
- 28. november – Jon Stewart, amerikansk-jødisk komiker, skuespiller og forfatter.

### December
- 28. december – Michel Petrucciani, fransk jazzpianist (død 1999).

## Dødsfald

### Januar
- 21. januar – Magnus Karnov, dansk landsretssagfører (Karnovs Lovsamling) (født 1882).

### Februar
- 17. februar – Bruno Walter, tysk dirigent (født 1876).
- 19. februar - Jesse Mortensen, amerikansk atlet, basketballspiller og amerikansk fodboldspiller (født 1907).
- 22. februar – K.A. Wieth-Knudsen, dansk forfatter, nationaløkonom og komponist (født 1878).

### Marts
- 15. marts – Arthur Compton, amerikansk fysiker og nobelprismodtager (født 1892).
- 15. marts – Ejvind Mørch, dansk arkitekt og højskolemand (født 1873).

### April
- 10. april – Michael Curtiz, ungarsk-amerikansk filminstruktør (født 1886).
- 21. april – Agnes Henningsen, dansk forfatter (født 1868).
- 23. april - Amy Archer-Gilligan, amerikansk plejehjemsejer og seriemorder (født 1873).
- 25. april – Francis Hackett, irsk forfatter (født 1883).

### Maj
- 15. maj - Viggo Guttorm-Pedersen, dansk maler og tegner (født 1902)
- 24. maj – Kjeld Petersen, dansk skuespiller (født 1920).
- 28. maj – Erick Struckmann, dansk maler (født 1875).
- 29. maj – H.P. Sørensen, dansk politiker, redaktør og overborgmester (født 1886).

### Juni
- 1. juni – Adolf Eichmann, tysk SS-officer (født 1906).
- 6. juni – Yves Klein, fransk kunstner (født 1928).
- 12. juni – John Ireland, britisk komponist (født 1879).
- 16. juni – Hans Kirk, dansk forfatter (født 1898).
- 19. juni – Frank Borzage, amerikansk filminstruktør (født 1893).

### Juli
- 6. juli – William Faulkner, amerikansk forfatter og nobelprismodtager (født 1897).

### August
- 5. august – Marilyn Monroe, amerikansk skuespillerinde (født 1926). – overdosis
- 9. august – Hermann Hesse, tyskfødt schweizisk forfatter og nobelprismodtager (født 1877).
- 9. august – Poul 'Tist' Nielsen, dansk fodboldspiller (født 1891).
- 17. august – Grete Frische, dansk skuespiller, manuskriptforfatter og instruktør (født 1911).
- 19. august – Emilius Bangert, dansk komponist (født 1883).

### September
- 6. september – Hanns Eisler, tysk-østrigsk komponist (født 1898).
- 7. september – Karen Blixen, dansk forfatterinde (født 1885).
- 10. september – Mogens Wieth, dansk skuespiller (født 1919).
- 19. september – Palle Jessen, dansk digter (født 1920).
- 20. september – A.L.H. Elmquist, dansk politiker og minister (født 1888).
- 28. september – Kai Lind, dansk skuespiller (født 1887).
- 29. september – Knud Kristensen, dansk statsminister (født 1880).
- 30. september – Karen Lachmann, dansk fægter (født 1916).

### Oktober
- 6. oktober – Tod Browning, amerikansk filminstruktør (født 1880).
- 6. oktober – Dorothy Doughty, engelsk keramiker og skulptør (født 1892).
- 6. oktober – Hans von Borstel, tysk kommunistisk politiker (født 1888).
- 14. oktober – Peter Kjær, dansk skuespiller (født 1886).
- 17. oktober – Olaf Henriksen, dansk professionel baseballspiller (født 1888).
- 17. oktober – G.J. Arvin, dansk skolemand og rektor (født 1880).
- 21. oktober – Asta Hansen, dansk skuespiller (født 1914).
- 29. oktober – Siegfried Salomon, dansk komponist og cellist (født 1885).

### November
- 4. november – Hans R. Knudsen, dansk politiker (født 1903).
- 7. november – Eleanor Roosevelt, amerikansk præsidentfrue (født 1884).
- 7. november – Martin le Maire, dansk livlæge og professor (født 1867).
- 7. november – Gaetano Chiaromonte, italiensk billedhugger og maler (født 1872).
- 14. november – Albert Luther, dansk skuespiller (født 1888).
- 18. november – Niels Bohr, dansk fysiker (født 1885).
- 22. november – René Coty, fransk præsident (født 1882).
- 29. november – Erik Scavenius, dansk statsminister (født 1877).
- 29. november – M.N. Slebsager, dansk politiker, lærer, trafik- og handelsminister (født 1874).

### December
- 5. december – Alsing Andersen, dansk politiker (født 1893).
- 7. december – Kristian Møhl, dansk maler (født 1876).
- 7. december – Kirsten Flagstad, norsk operasanger (født 1895).
- 15. december – Charles Laughton, engelsk skuespiller (født 1899).
- 17. december – Thomas Mitchell, amerikansk skuespiller (født 1892).
- 17. december – Helene Johannsen, dansk lærer og rektor (født 1873).
- 24. december – Anna Henriques-Nielsen, dansk skuespiller (født 1881).

## Nobelprisen
- Fysik – Lev D. Landau
- Kemi – Max Ferdinand Perutz, John Cowdery Kendrew
- Medicin – Francis Harry Compton Crick, James Dewey Watson, Maurice Hugh Frederick Wilkins
- 25. oktober - Litteratur – John Steinbeck
- Fred – Linus Carl Pauling (USA) for sin kampagne mod atomvåbenforsøg.

## Sport
- Brasilien vinder verdensmesterskabet i fodbold

- Esbjerg fB bliver danske mestre i fodbold for andet år i træk
- 8. februar – Christian Chistensen vinder europamesterskabet i mellemvægt liggende, da modstanderen, John "Cowboy" McCormack, bliver diskvalificeret.
- 2. marts - Wilt Chamberlain scorer 100 point in NBA
- 24. marts - Bokseren Emile Griffith genvinder verdensmesterskabet i weltervægt, da han i Madison Square Garden stopper den forsvarende mester Benny Paret i 13. omgang. Paret bliver i den tv-transmitterede kamp slået bevidstløs og dør 10 dage senere uden at være kommet til bevidsthed.
- 16. maj – Christian Chistensen taber sit europamesterskab i mellemvægt til László Papp i Wien foran 19.000 tilskuere, da en øjenskade forhindrer "Gentleman Chris" i at komme ud til 7. omgang
- 23. maj - det danske herrelandshold i fodbold taber 4-1 til DDR i Leipzig[1]
- 11. juni - det danske herrelandshold i fodbold vinder 6-1 over Norge i Københavns Idrætspark[2]
- 28. juni - det danske herrelandshold i fodbold vinder 6-1 over Malta i Københavns Idrætspark[3]
- 11. september - det danske herrelandshold i fodbold vinder 4-1 over Curacao I Odense[4]
- 16. september - det danske herrelandshold i fodbold vinder 6-1 over Finland i Helsinki[5]
- 26. september - det danske herrelandshold i fodbold vinder 4-1 over Holland i Københavns Idrætspark[6]
- 28. oktober - det danske herrelandshold i fodbold taber 2-4 til Sverige i Stockholm[7]
- 8. december - det danske herrelandshold i fodbold vinder 3-1 over Malta, på Malta[8]
- 12. december - det danske herrelandshold i fodbold spiller 1-1 med Tyrkiet i Istanbul[9]

## Musik
- 18. marts – Frankrig vinder årets udgave af Eurovision Song Contest, som blev afholdt i Luxembourg By, Luxembourg, med sangen "Un premier amour" af Isabelle Aubret
- 19. marts - Den amerikanske folkemusiker Bob Dylan udgiver sit første album
- 13. april - i Hamburgs Star Club optræder for første gang det ukendte band The Beatles
- 12. juli - et band, der kalder sig The Rolling Stones afholder sin første koncert. Det sker på The Marquee Club i London

- 5. oktober - The Beatles' første single, Love Me Do, udsendes i Storbritannien
- 17. november - Gruppen The Four Seasons med Frankie Valli som forsanger indtager førstepladsen på den amerikanske hitliste med sangen ”Big Girls Don’t Cry” og bliver der i alt fem uger.

## Film
- 16. januar – I Jamaica begynder Terrence Young optagelserne til filmen Agent 007 - Mission Drab, efter Ian Flemings agentroman
- 13. oktober - Hvem er bange for Virginia Woolf? af Edward Albee har premiere i New York

- Den kære familie
- Den rige enke
- Der brænder en ild
- Det stod i avisen
- Det støver stadig
- Det tossede paradis
- Drømmen om det hvide slot
- Duellen
- Han, hun, Dirch og Dario
- Lykkens musikanter
- Oskar
- Prinsesse for en dag
- Rikki og mændene
- Soldaterkammerater på sjov
- Sømænd og svigermødre
- Venus fra Vestø

## Bøger
- A Clockwork Orange – Anthony Burgess
- Kamera med køkkenadgang : digte Benny Andersen